# 圖拉俯海鯰
圖拉俯海鯰為輻鰭魚綱鯰形目海鯰科的其中一種，分布於中南美洲巴拿馬至秘魯淡水、半鹹水及鹹水域，體長可達29公分，棲息在底層水域，屬肉食性，生活習性不明，可做為食用魚。

## 擴展閱讀
維基物種上的相關：圖拉俯海鯰